# José Quirante
José Quirante Pineda (Alicante, 10 maggio 1883 – Barcellona, 30 maggio 1964) è stato un calciatore e allenatore di calcio spagnolo.
Fu l'allenatore del Real Madrid durante la prima edizione del campionato spagnolo.

## Carriera
Quirante giocò per diverse squadre spagnole tra cui il Barcellona e il Real Madrid.
Smessi i panni del giocatore, Quirante allenò diversi club in Spagna tra cui il Real Madrid che guidò nella stagione 1929-1930, anno del primo campionato spagnolo.

## Palmarès

### Giocatore

#### Competizioni nazionali
- Coppa di Spagna: 4

Real Madrid: 1906, 1907, 1908
Barcellona: 1912

### Allenatore

#### Competizioni nazionali
- Copa Presidente FEF: 1

Malaga: 1940

#### Competizioni regionali
- Coppa di Andalusia: 4

Siviglia: 1930, 1931, 1932, 1933